# Jean Pourtalé
Jean Pourtalé, né le 10 septembre 1938 dans le 16e arrondissement de Paris et mort le 17 octobre 1997 à Nogent-le-Roi, est un réalisateur français.

## Biographie
Il commence comme assistant-réalisateur de Gilles Grangier, avant de tourner Dernier soir, un court-métrage en 1964 et Sylvie à L'Olympia 1969, consacré au tour de chant de Sylvie Vartan.
Il a réalisé seulement deux longs métrages. Le premier et le plus connu est Demain les mômes, sorti en 1975.  Demain les mômes est un film de science-fiction, genre peu pratiqué dans le cinéma français de l'époque, et se déroule dans un contexte post-apocalyptique. Le film met en vedette Niels Arestrup et on peut aussi y apercevoir une toute jeune Emmanuelle Béart.  
Le second long-métrage de Jean Pourtalé, 5 % de risques, dans lequel on retrouve Bruno Ganz et Jean-Pierre Cassel, est un film policier centré sur l'élaboration d'un complot.  Il sort en 1980 et marque la fin de sa carrière de réalisateur au cinéma.
Il est enterré au cimetière de Saint-Cloud.

## Filmographie

### Assistant réalisateur
- 1963 : La Cuisine au beurre de Gilles Grangier
- 1963 : Maigret voit rouge de Gilles Grangier
- 1965 : Un Grand seigneur de Gilles Grangier et Georges Lautner
- 1966 : Adiós gringo de Giorgio Stegani
- 1967 : Le Grand Dadais de Pierre Granier-Deferre

### Scénariste
- 1991 : Mohamed Bertrand-Duval d'Alex Métayer

### Réalisateur
- 1976 : Demain les mômes
- 1980 : 5 % de risque